# Champagne (Zwitserland)
Champagne is een gemeente en plaats in het Zwitserse kanton Vaud, en maakt deel uit van het district Jura-Nord vaudois. Champagne telt 683 inwoners.